# Funzione trigonometrica

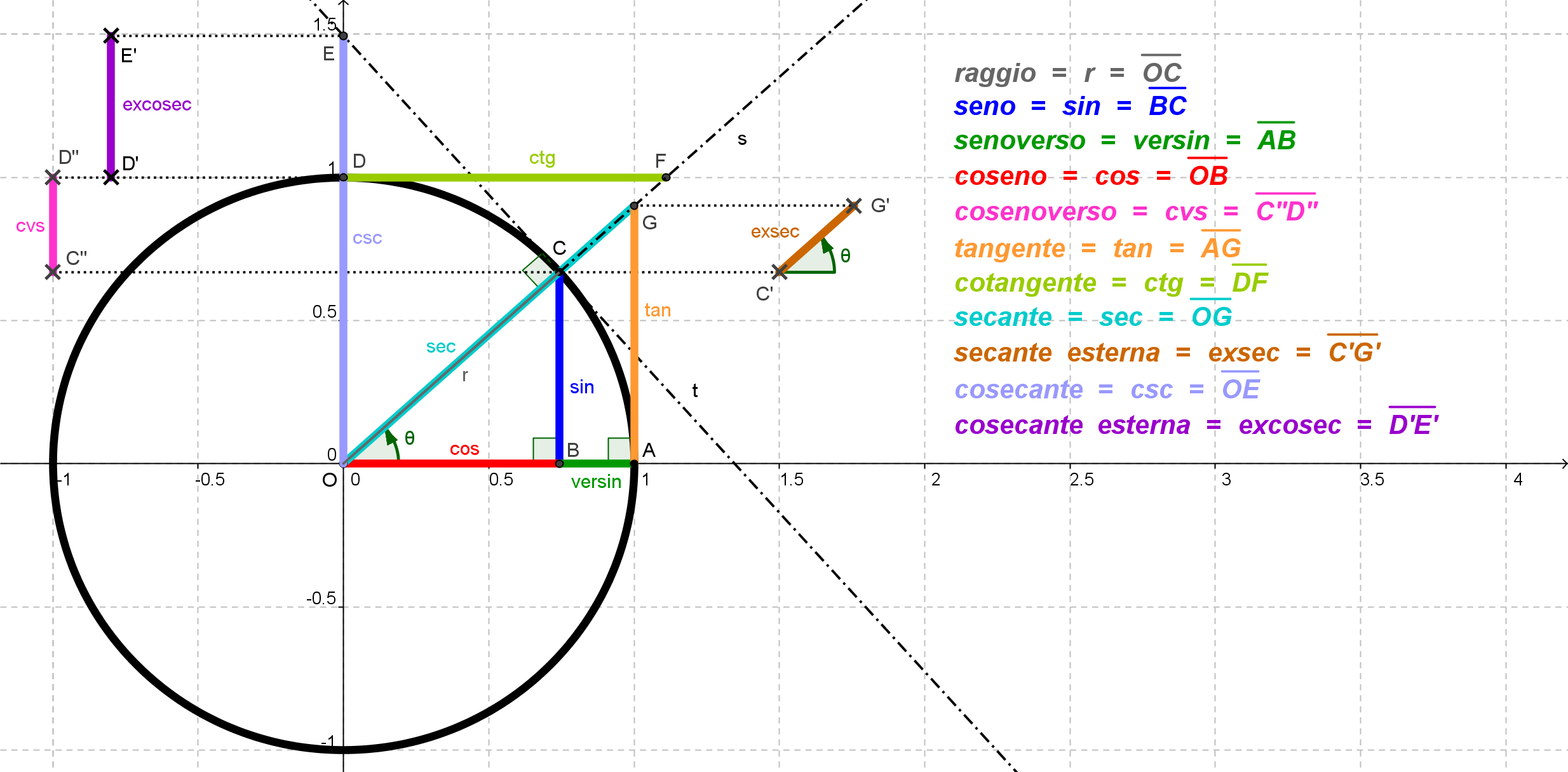
Le funzioni trigonometriche dell'angolo θ si possono costruire geometricamente in termini di un cerchio unitario centrato in O.

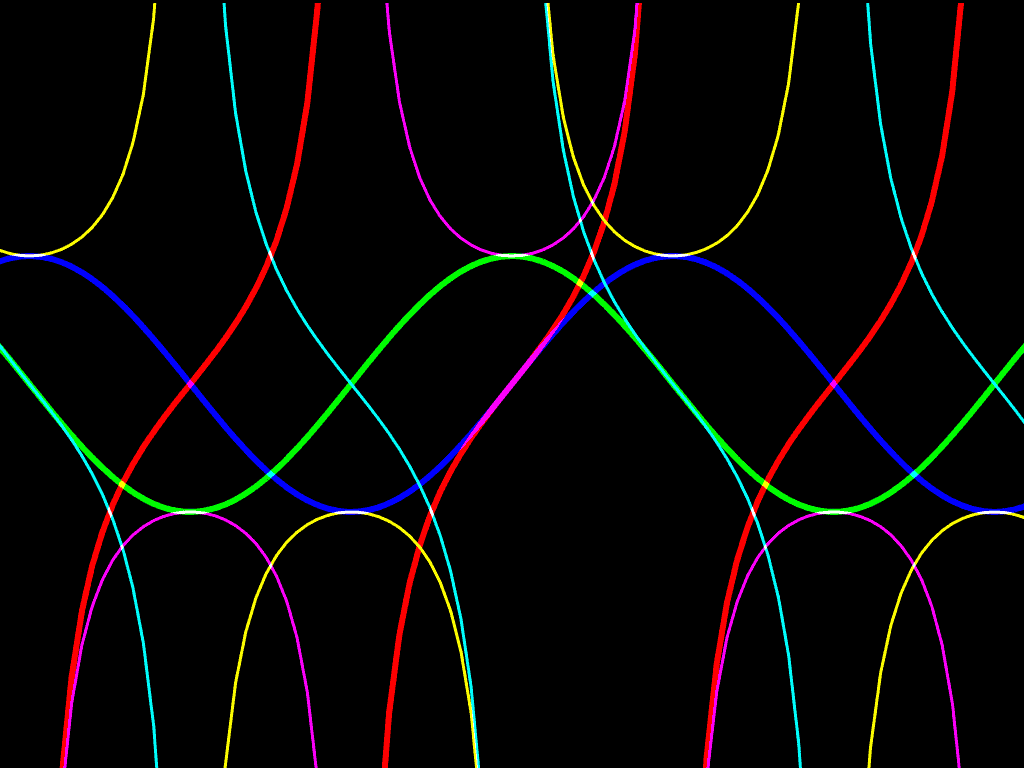
I grafici delle funzioni trigonometriche coseno (verde),
seno (blu),
tangente (rosso),
cosecante (giallo),
secante (magenta),
cotangente (ciano).

In matematica, le funzioni trigonometriche o funzioni goniometriche o funzioni circolari sono funzioni di un angolo; esse sono importanti nello studio dei triangoli e nella modellizzazione dei fenomeni periodici, oltre a un gran numero di altre applicazioni.
Sono spesso definite come rapporti fra i lati di un triangolo rettangolo contenenti l'angolo e, equivalentemente, possono essere definite come le lunghezze di diversi segmenti costruiti dal cerchio unitario. Definizioni più moderne li esprimono come serie infinite o come soluzioni di certe equazioni differenziali, ottenendo la loro estensione a valori positivi o negativi e anche ai numeri complessi. Tutti questi differenti approcci sono presentati di seguito.
Lo studio delle funzioni trigonometriche risale ai tempi dei babilonesi, e una quantità considerevole del lavoro fondamentale fu svolto dai matematici greci, indiani e persiani.
Nell'uso corrente, vi sono sei funzioni trigonometriche di base, che sono elencate sotto insieme alle identità che le mettono in relazione. Specialmente per le ultime quattro, queste relazioni sono spesso prese come definizioni di quelle funzioni, sebbene sia ugualmente possibile definirle geometricamente o per altre vie, e solo in seguito derivare queste relazioni. Poche altre funzioni erano comuni in passato (e figuravano nelle vecchie tabelle) ma sono oggi poco usate, come il senoverso ({\displaystyle 1-\cos \theta }) e l'exsecante ({\displaystyle \sec \theta -1}). Molte altre relazioni notevoli fra queste funzioni sono elencate nella voce sulle identità trigonometriche.
| Funzione   | Abbreviazione | Relazione |
| ---------- | ------------- | --- |
| Seno       | sin (o sen)   | {\displaystyle \sin \theta =\cos \left({\frac {\pi }{2}}-\theta \right)}                                                                |
| Coseno     | cos           | {\displaystyle \cos \theta =\sin \left({\frac {\pi }{2}}-\theta \right)}                                                                |
| Tangente   | tan (o tg)    | {\displaystyle \tan \theta ={\frac {1}{\cot \theta }}={\frac {\sin \theta }{\cos \theta }}=\cot \left({\frac {\pi }{2}}-\theta \right)} |
| Cotangente | cot (o ctg)   | {\displaystyle \cot \theta ={\frac {1}{\tan \theta }}={\frac {\cos \theta }{\sin \theta }}=\tan \left({\frac {\pi }{2}}-\theta \right)} |
| Secante    | sec           | {\displaystyle \sec \theta ={\frac {1}{\cos \theta }}=\csc \left({\frac {\pi }{2}}-\theta \right)}                                      |
| Cosecante  | csc (o cosec) | {\displaystyle \csc \theta ={\frac {1}{\sin \theta }}=\sec \left({\frac {\pi }{2}}-\theta \right)}                                      |

1. ↑  nomenclatura italiana

## Storia
Il più antico riferimento alla funzione seno risale a Sulba Sutras, scritto nell'antica India dall'VIII al VI secolo a.C. Più tardi, le funzioni trigonometriche furono studiate da Ipparco di Nicea (180-125 a.C.), Aryabhata (476 – 550), Varāhamihira, Brahmagupta, Muḥammad ibn Mūsā al-Ḵwārizmī, Abu'l-Wafa, Omar Khayyam, Bhaskara II, Nasir al-Din Tusi, Regiomontano (1464), Ghiyath al-Kashi (XIV secolo), Ulugh Beg (XIV secolo), Madhava (1400 circa), Retico, il suo discepolo Valentin Otho. All'Introductio in analysin infinitorum (1748) di Leonardo Eulero si riconosce il merito di aver stabilito la trattazione analitica delle funzioni trigonometriche in Europa, definendole come serie infinite e presentando la "formula di Eulero".
La nozione secondo cui deve esserci una corrispondenza fra le lunghezze dei lati di un triangolo e gli angoli del triangolo sorge non appena si intuisce che i triangoli simili mantengono gli stessi rapporti fra i lati corrispondenti. In altri termini, per qualsiasi triangolo simile il rapporto fra l'ipotenusa (per esempio) e un altro dei lati rimane lo stesso. Se l'ipotenusa è il doppio, anche i lati sono lunghi il doppio. Le funzioni trigonometriche esprimono proprio questi rapporti.

## Definizioni tramite triangoli rettangoli

Un triangolo rettangolo include sempre un angolo di 90° (π/2 radianti), qui chiamato C. Gli angoli A e B possono variare. Le funzioni trigonometriche specificano le relazioni esistenti fra le lunghezze dei lati e gli angoli interni di un triangolo rettangolo.

Al fine di definire le funzioni trigonometriche di un angolo {\displaystyle A,} si consideri un arbitrario triangolo rettangolo che contiene l'angolo {\displaystyle A}:
Usiamo i seguenti nomi per i lati del triangolo:
- L'ipotenusa è il lato opposto all'angolo retto, o, equivalentemente, il lato più lungo di un triangolo rettangolo, in questo caso {\displaystyle i.}
- Il lato opposto è il lato opposto all'angolo che prendiamo in considerazione, in questo caso {\displaystyle a.}
- Il lato adiacente è il lato in contatto con l'angolo che prendiamo in considerazione e con l'angolo retto. In questo caso il lato adiacente è {\displaystyle b.}

Tutti i triangoli vengono considerati appartenenti al piano euclideo in modo che la somma degli angoli interni è {\displaystyle \pi } radianti (o 180°); di conseguenza, per un triangolo rettangolo, i due angoli non retti sono compresi fra 0 e {\displaystyle \pi /2} radianti. A rigore, le definizioni che seguono consentono di definire le funzioni trigonometriche solo per gli angoli in questo intervallo. Si può tuttavia estendere le definizioni all'insieme dei numeri reali utilizzando la circonferenza unitaria, o imponendo che tali funzioni posseggano certe simmetrie o siano periodiche.
1) Il seno di un angolo è il rapporto fra la lunghezza del lato opposto e la lunghezza dell'ipotenusa. Nel nostro caso
{\displaystyle \sin A={\frac {{\textrm {lato}}\ {\textrm {opposto}}}{\textrm {ipotenusa}}}={\frac {a}{i}}.}
È importante notare che questo rapporto non dipende dal particolare triangolo rettangolo scelto, purché contenga l'angolo {\displaystyle A,} dal momento che tutti questi triangoli sono simili.
L'insieme degli zeri del seno è {\displaystyle \left\{n\pi {\big |}n\in \mathbb {Z} \right\}.}
2) Il coseno di un angolo è il rapporto fra la lunghezza del lato adiacente e la lunghezza dell'ipotenusa. Nel nostro caso
{\displaystyle \cos A={\frac {\text{lato adiacente}}{\text{ipotenusa}}}={\frac {b}{i}}.}
L'insieme degli zeri del coseno è {\displaystyle \left\{{\frac {\pi }{2}}+n\pi {\bigg |}n\in \mathbb {Z} \right\}.}
3) La tangente di un angolo è il rapporto fra la lunghezza del lato opposto e la lunghezza del lato adiacente. Nel nostro caso
{\displaystyle \tan A={\frac {\text{lato opposto}}{\text{lato adiacente}}}={\frac {a}{b}}.}
L'insieme degli zeri della tangente è {\displaystyle \left\{n\pi {\big |}n\in \mathbb {Z} \right\}.}
Esso coincide con l'insieme degli zeri del seno poiché
{\displaystyle \tan A={\frac {\sin A}{\cos A}}.}
Le funzioni rimanenti sono definite convenientemente utilizzando le tre definizioni già fornite.
4) La cosecante {\displaystyle \csc A} è l'inverso moltiplicativo di {\displaystyle \sin A,} ossia il rapporto fra la lunghezza dell'ipotenusa e quella del lato opposto:
{\displaystyle \csc A={\frac {\text{ipotenusa}}{\text{lato opposto}}}={\frac {i}{a}}.}
5) La secante {\displaystyle \sec A} è l'inverso moltiplicativo di {\displaystyle \cos A,} ossia il rapporto fra la lunghezza dell'ipotenusa e quella del lato adiacente:
{\displaystyle \sec A={\frac {\text{ipotenusa}}{\text{lato adiacente}}}={\frac {i}{b}}.}
6) La cotangente {\displaystyle \cot A} è l'inverso moltiplicativo di {\displaystyle \tan A,} ossia il rapporto fra la lunghezza del lato adiacente e quella del lato opposto:
{\displaystyle \cot A={\frac {\text{lato adiacente}}{\text{lato opposto}}}={\frac {b}{a}}.}

## Definizioni nella circonferenza goniometrica

La circonferenza goniometrica e alcuni angoli notevoli

È possibile definire le sei funzioni trigonometriche a partire dalla circonferenza unitaria o circonferenza goniometrica, centrata nell'origine e con il raggio uguale a 1. La definizione attraverso la circonferenza goniometrica non aiuta nel calcolo pratico dei valori delle funzioni; infatti essa si basa sui triangoli rettangoli per molti angoli. Essa consente, tuttavia, la definizione delle funzioni trigonometriche per tutti gli argomenti reali, positivi e negativi, non solo quelli limitati all'intervallo fra 0 e {\displaystyle \pi /2.} Essa consente inoltre di visualizzare graficamente in una sola figura tutte le funzioni trigonometriche. L'equazione della circonferenza goniometrica è:
{\displaystyle x^{2}+y^{2}=1.}
Nell'immagine sono indicati alcuni angoli comuni, misurati in radianti. Le misure in verso antiorario sono angoli positivi, quelli in verso orario sono negativi. Consideriamo l'intersezione con la circonferenza goniometrica di una retta che forma un angolo {\displaystyle \theta } con la metà positiva dell'asse {\displaystyle x.} L'ascissa {\displaystyle x} e l'ordinata {\displaystyle y} di questo punto sono uguali rispettivamente a {\displaystyle \cos \theta } e {\displaystyle \sin \theta .} Il triangolo nel disegno dimostra l'equivalenza con la definizione precedente: il raggio della circonferenza è l'ipotenusa del triangolo ed ha una lunghezza uguale a 1, pertanto {\displaystyle \sin \theta =y/1} e {\displaystyle \cos \theta =x/1.} Si può pensare alla circonferenza goniometrica come ad un modo per considerare un numero infinito di triangoli rettangoli in cui varia la lunghezza dei cateti, mentre l'ipotenusa si mantiene uguale a 1.

I grafici delle funzioni f(x) = sin(x) e f(x) = cos(x) sul piano cartesiano.

L'animazione relativa alla funzione sin(x) mostra la correlazione fra il cerchio e il seno.

Per angoli maggiori di {\displaystyle 2\pi } o minori di {\displaystyle -2\pi ,} si può semplicemente immaginare di compiere più giri intorno al cerchio. In questo modo, il seno ed il coseno diventano funzioni periodiche di periodo {\displaystyle 2\pi .}
{\displaystyle \sin \theta =\sin \left(\theta +2\pi k\right),}
{\displaystyle \cos \theta =\cos \left(\theta +2\pi k\right),}
per ogni angolo {\displaystyle \theta } e ogni intero {\displaystyle k.}
Il più piccolo periodo positivo di una funzione periodica è detto periodo primitivo della funzione. Il periodo primitivo del seno, del coseno, della secante e della cosecante è l'intera circonferenza, ossia {\displaystyle 2\pi } radianti o 360 gradi; il periodo primitivo della tangente e della cotangente è solo metà circonferenza, ossia {\displaystyle \pi } radianti o 180 gradi. Sopra sono state definite sulla circonferenza unitaria soltanto le funzioni seno e coseno, ma le altre quattro funzioni trigonometriche possono essere definite da:
{\displaystyle \tan \theta ={\frac {\sin \theta }{\cos \theta }},\quad \sec \theta ={\frac {1}{\cos \theta }},}
{\displaystyle \csc \theta ={\frac {1}{\sin \theta }},\quad \cot \theta ={\frac {\cos \theta }{\sin \theta }}.}

Il grafico della funzione f(x) = tan(x) sul piano cartesiano.

L'immagine sulla destra mostra il grafico sul piano cartesiano della funzione {\displaystyle f(\theta )=\tan \theta ,} considerevolmente diverso da quelli visti prima per il seno e il coseno. I punti di intersezione con l'asse {\displaystyle x} coincidono corrispondenti di {\displaystyle \sin \theta ,} mentre la funzione non è definita in corrispondenza delle intersezioni della funzione {\displaystyle \cos \theta } con l'asse {\displaystyle x.} I valori della funzione cambiano lentamente in prossimità di angoli di ampiezza {\displaystyle k\pi ,} mentre cambiano rapidamente per gli angoli in prossimità di {\displaystyle {\frac {k}{2}}\pi .} Il grafico della tangente ha anche un asintoto verticale per {\displaystyle \theta ={\frac {k\pi }{2}}}: infatti la funzione tende a {\displaystyle +\infty } se l'angolo {\displaystyle \theta } tende a {\displaystyle {\frac {k}{\pi }}} da sinistra e {\displaystyle -\infty } se {\displaystyle \theta } tende a {\displaystyle {\frac {k}{\pi }}} da destra.

Tutte le funzioni trigonometriche possono essere costruite geometricamente a partire dalla circonferenza goniometrica.

In alternativa, è possibile definire tutte le funzioni trigonometriche di base a partire dalla circonferenza goniometrica (mostrata a destra); tali definizioni venivano usate storicamente. In particolare, data una corda {\displaystyle AB} della circonferenza, dove {\displaystyle \theta } è la metà dell'angolo sotteso, {\displaystyle \sin \theta } è {\displaystyle AC} (metà della lunghezza della corda), ossia il cateto del triangolo rettangolo avente la corda come ipotenusa e un cateto giacente sul raggio, una definizione introdotta in India (vedi sopra). {\displaystyle \cos \theta } è la distanza orizzontale {\displaystyle OC,} ossia l'altro cateto, e versin(θ) = 1 − cos(θ) è {\displaystyle CD,} ossia la distanza tra il coseno e il punto della circonferenza che tocca il raggio su cui giace. {\displaystyle \tan \theta } è la lunghezza del segmento {\displaystyle AE} sulla retta tangente per {\displaystyle A,} da cui il nome tangente, data dall'incrocio di questa con il prolungamento del raggio. {\displaystyle \cot \theta } è un altro segmento tangente, {\displaystyle AF,} ossia il prolungamento della tangente che incontra quello del raggio perpendicolare a quello su cui giace il coseno. {\displaystyle \sec \theta =OE} e {\displaystyle \csc \theta =OF} sono segmenti di rette secanti (che intersecano la circonferenza in due punti), ossia la somma di seno, cosenoverso e secante esterna {\displaystyle OA} aglitale . {\displaystyle DE} è chiamata exsec(θ) = sec(θ) − 1 (la porzione della secante fuori che interseca la cotangente dal cerchio). Da queste costruzioni, è facile vedere che le funzioni secante e tangente divergono se {\displaystyle \theta } tende a {\displaystyle \pi /2} (90 gradi) e che la cosecante e la cotangente divergono se {\displaystyle \theta } tende a zero. È possibile effettuare molte costruzioni simili, e le identità trigonometriche di base si possono dimostrare graficamente.

## Definizioni tramite sviluppo in serie

La funzione seno (in blu) è approssimata molto bene dal suo polinomio di Taylor di grado 7 (in rosa) per valori compresi fra -π e π.

Utilizzando solo le nozioni di geometria e le proprietà dei limiti, si può dimostrare che la derivata del seno è il coseno e la derivata del coseno è l'opposto del seno. Qui, e in genere nel calcolo infinitesimale, tutti gli angoli sono misurati in radianti; vedi anche l'importanza dei radianti sotto. Si può usare la teoria delle serie di Taylor per dimostrare che le seguenti identità sono valide per ogni numero reale {\displaystyle x}:
{\displaystyle \sin x=x-{\frac {x^{3}}{3!}}+{\frac {x^{5}}{5!}}-{\frac {x^{7}}{7!}}+\cdots =\sum _{n=0}^{\infty }{\frac {{(-1)}^{n}x^{2n+1}}{(2n+1)!}};}
{\displaystyle \cos x=1-{\frac {x^{2}}{2!}}+{\frac {x^{4}}{4!}}-{\frac {x^{6}}{6!}}+\cdots =\sum _{n=0}^{\infty }{\frac {{(-1)}^{n}x^{2n}}{(2n)!}}.}
Queste identità sono spesso prese come definizioni delle funzioni seno e coseno. Esse sono spesso usate come punto di partenza per una trattazione rigorosa delle funzioni trigonometriche e delle loro applicazioni, dal momento che la teoria delle serie infinite può essere sviluppata a partire dai fondamenti del sistema dei numeri reali, prescindendo da ogni considerazione geometrica. La derivabilità e la continuità di queste funzioni sono quindi ottenute a partire dalla sola definizione in serie di potenze.
Si possono ottenere altri sviluppi in serie:
{\displaystyle \tan x=\sum _{n=0}^{\infty }{\frac {U_{2n+1}x^{2n+1}}{(2n+1)!}}=\sum _{n=1}^{\infty }{\frac {(-1)^{n-1}2^{2n}(2^{2n}-1)B_{2n}x^{2n-1}}{(2n)!}}=x+{\frac {x^{3}}{3}}+{\frac {2x^{5}}{15}}+{\frac {17x^{7}}{315}}+\cdots ,\qquad {\text{per }}|x|<{\frac {\pi }{2}},}
dove
{\displaystyle U_{n}} è il numero di permutazioni alternate, ossia permutazioni di {\displaystyle \{1,2,\ldots ,n\}} tali che il primo elemento sia minore del secondo, il secondo sia maggiore del terzo, il terzo sia minore del quarto, e così via.
{\displaystyle B_{n}} è l'{\displaystyle n}-esimo numero di Bernoulli, e
{\displaystyle E_{n}} (sotto) è l'{\displaystyle n}-esimo numero di Eulero.
Il coefficiente {\displaystyle U_{2n+1}} a numeratore ha una interpretazione combinatoria: esso indica il numero di permutazioni alternate di insiemi finiti di cardinalità dispari.
{\displaystyle \csc x=\sum _{n=0}^{\infty }{\frac {(-1)^{n+1}2(2^{2n-1}-1)B_{2n}x^{2n-1}}{(2n)!}}={\frac {1}{x}}+{\frac {x}{6}}+{\frac {7x^{3}}{360}}+{\frac {31x^{5}}{15120}}+\cdots ,\qquad {\text{per }}0<|x|<\pi ;}
{\displaystyle \sec x=\sum _{n=0}^{\infty }{\frac {U_{2n}x^{2n}}{(2n)!}}=\sum _{n=0}^{\infty }{\frac {(-1)^{n}E_{n}x^{2n}}{(2n)!}}=1+{\frac {x^{2}}{2}}+{\frac {5x^{4}}{24}}+{\frac {61x^{6}}{720}}+\cdots ,\qquad {\text{per }}|x|<{\frac {\pi }{2}}.}
Il coefficiente {\displaystyle U_{2n}} a numeratore può essere interpretato, dal punto di vista combinatorio, come il numero di permutazioni alternate di insiemi finiti di cardinalità pari.
{\displaystyle \cot x=\sum _{n=0}^{\infty }{\frac {(-1)^{n}2^{2n}B_{2n}x^{2n-1}}{(2n)!}}={\frac {1}{x}}-{\frac {x}{3}}-{\frac {x^{3}}{45}}-{\frac {2x^{5}}{945}}-\cdots ,\qquad {\text{per }}0<|x|<\pi .}
Per un teorema dell'analisi complessa, vi è un'unica estensione analitica di questa funzione ai numeri complessi. Le funzioni trigonometriche sono definite sui numeri complessi usando le serie di Taylor viste sopra.

### Relazione con la funzione esponenziale e i numeri complessi
Si può dimostrare, dalle definizioni in serie, che le funzioni seno e coseno sono rispettivamente la parte immaginaria e quella reale della funzione esponenziale complessa quando il suo argomento è un numero immaginario:
{\displaystyle e^{i\theta }=\cos \theta +i\sin \theta .}
Questa relazione fu notata per la prima volta da Eulero e, per questo motivo, l'identità è conosciuta come formula di Eulero. In questo modo, le funzioni trigonometriche diventano essenziali nell'interpretazione geometrica dell'analisi complessa. Per esempio, se si considera la circonferenza unitaria nel piano complesso (dal punto di vista algebrico, con l'ordinaria moltiplicazione tra numeri complessi, si tratta di un gruppo moltiplicativo abeliano, noto come gruppo circolare), definita da {\displaystyle e^{ix}=1}, si può parametrizzare questa circonferenza in termini di coseni e seni, rendendo evidente la relazione fra le funzioni trigonometriche e l'esponenziale complesso.
Questo, inoltre, permette di estendere la definizione delle funzioni trigonometriche ad un argomento complesso {\displaystyle z}:
{\displaystyle \sin z=\sum _{n=0}^{\infty }{\frac {(-1)^{n}}{(2n+1)!}}z^{2n+1}={e^{iz}-e^{-iz} \over 2i}=-i\sinh \left(iz\right);}
{\displaystyle \cos z=\sum _{n=0}^{\infty }{\frac {(-1)^{n}}{(2n)!}}z^{2n}={e^{iz}+e^{-iz} \over 2}=\cosh \left(iz\right).}
dove {\displaystyle i^{2}=-1}. Inoltre, per {\displaystyle x} reale,
{\displaystyle \cos x=\mathrm {Re} (e^{ix}),}
{\displaystyle \sin x=\mathrm {Im} (e^{ix}).}
È noto anche che i processi esponenziali sono strettamente collegati al moto circolare e ai comportamenti periodici.

## Definizioni attraverso equazioni differenziali
Entrambe le funzioni seno e coseno soddisfano l'equazione differenziale
{\displaystyle y''=-y.}
Ossia, ognuna è l'opposto della sua derivata seconda. Nello spazio vettoriale bidimensionale {\displaystyle V} formato da tutte le soluzioni di questa equazione, la funzione seno è l'unica soluzione che soddisfa le condizioni iniziali {\displaystyle y(0)=0} e {\displaystyle y'(0)=1,} e la funzione coseno è l'unica che soddisfa le condizioni iniziali {\displaystyle y(0)=1} e {\displaystyle y'(0)=0.} Poiché le funzioni seno e coseno sono linearmente indipendenti, insieme formano una base di {\displaystyle V.} Questo metodo per definire le funzioni seno e coseno è essenzialmente equivalente all'uso della formula di Eulero. (Vedi equazione differenziale lineare) Questa equazione differenziale può essere usata non solo per definire le funzioni seno e coseno, ma anche per dimostrare le identità trigonometriche per le funzioni seno e coseno.
La tangente è l'unica soluzione dell'equazione differenziale non lineare
{\displaystyle y'=1+y^{2},}
che soddisfa la condizione iniziale {\displaystyle y(0)=0.} Vi è una dimostrazione grafica molto interessante del fatto che la funzione tangente soddisfa questa equazione differenziale; vedere Visual Complex Analysis di Needham.

### L'importanza dei radianti
I radianti specificano un angolo misurando la lunghezza dell'arco corrispondente della circonferenza goniometrica. Esistono altre unità di misura per gli angoli, come i comuni gradi sessagesimali. Tuttavia, solo se l'angolo è misurato in radianti le funzioni seno e coseno soddisfano l'equazione differenziale che viene classicamente utilizzata per descriverle. Se l'argomento del seno o del coseno è moltiplicato per una opportuna costante di conversione,
{\displaystyle f(x)=\sin(kx);\quad k\neq 0,k\neq 1,}
allora la derivata sarà uguale a
{\displaystyle f'(x)=k\cos(kx).}
Se {\displaystyle x} è in gradi, allora
{\displaystyle k={\frac {\pi }{180^{\circ }}}.}
Ciò significa che la derivata seconda del seno in gradi non soddisfa l'equazione differenziale
{\displaystyle y''=-y,}
ma
{\displaystyle y''=-k^{2}y;}
e un discorso analogo vale per il coseno.
Ciò significa che queste funzioni seno e coseno hanno un comportamento diverso, e, per esempio, la derivata quarta del seno è uguale al seno solo se l'argomento è misurato in radianti.

## Identità
Vi sono molte identità che mettono in relazione le varie funzioni trigonometriche. Fra quelle usate più di frequente vi è l'identità fondamentale della trigonometria, altresì chiamata identità pitagorica, che afferma che, per ogni angolo, la somma tra il quadrato del seno ed il quadrato del coseno vale {\displaystyle 1}. Ciò si verifica facilmente applicando il teorema di Pitagora ad un triangolo rettangolo di ipotenusa {\displaystyle 1}. Simbolicamente si può scrivere
{\displaystyle (\sin x)^{2}+(\cos x)^{2}=1.}
Altre relazioni di primaria importanza sono le formule di addizione e sottrazione, che forniscono il seno ed il coseno della somma e della differenza di due angoli in funzione del seno e del coseno degli angoli stessi:
{\displaystyle \sin(x\pm y)=\sin(x)\cos(y)\pm \cos(x)\sin(y);}
{\displaystyle \cos(x\pm y)=\cos(x)\cos(y)\mp \sin(x)\sin(y).}
Se i due angoli sono uguali, le formule di addizione si riducono ad identità più semplici note come formule di duplicazione.
Per gli integrali e le derivate delle funzioni trigonometriche, consultare le sezioni rilevanti delle tavola delle derivate, tavola degli integrali più comuni, e tavola degli integrali indefiniti di funzioni trigonometriche.

### Definizione tramite le equazioni funzionali
In analisi matematica, è possibile definire le funzioni trigonometriche ricorrendo ad equazioni funzionali basate su proprietà come le formule di addizione e sottrazione. Imponendo la validità di queste formule e dell'identità fondamentale, per esempio, si può dimostrare che esistono solo due funzioni reali che soddisfano queste condizioni. In simboli, esiste solo una coppia di funzioni reali {\displaystyle s} e {\displaystyle c} tali che, per tutti i numeri reali {\displaystyle x} e {\displaystyle y}, siano soddisfatte le seguenti uguaglianze:
{\displaystyle {\begin{cases}s(x)^{2}+c(x)^{2}=1\\s(x+y)=s(x)c(y)+c(x)s(y)\\c(x+y)=c(x)c(y)-s(x)s(y),\end{cases}}}
con, in aggiunta, la condizione che
{\displaystyle 0<x<1\Rightarrow 0<xc(x)<s(x)<x.}
Partendo da equazioni funzionali sono possibili anche altre derivazioni, che possono essere estese ai numeri complessi. Ad esempio, una metodo analogo consente di definire la trigonometria nei campi di Galois.

## Calcolo pratico
Il calcolo delle funzioni trigonometriche è un argomento complicato, che oggi può essere evitato dalla maggior parte delle persone a causa della grande disponibilità di computer e calcolatrici scientifiche che consentono di calcolare le funzioni trigonometriche per qualsiasi angolo. In questa sezione, comunque, descriviamo i dettagli del loro calcolo in tre contesti differenti: l'uso storico delle tavole trigonometriche, le tecniche moderne usate dai computer e alcuni angoli "importanti" per cui si trovano facilmente i valori esatti. (È sufficiente considerare un intervallo relativamente piccolo di angoli, ad esempio da 0 a {\displaystyle \pi /2,} dal momento che tutti gli altri angoli si possono ricondurre a questo intervallo sfruttando la periodicità e le simmetrie delle funzioni trigonometriche.)
Prima dell'avvento dei computer, il metodo più usato per approssimare le funzioni trigonometriche era quello di interpolare da una tavola dei loro valori, calcolate con una precisione di molte cifre significative. Queste tavole sono state utilizzate fin da quando le funzioni trigonometriche sono state descritte (vedi Storia sopra), ed erano tipicamente generate tramite ripetute applicazioni delle identità di bisezione e di addizione di angoli, partendo da angoli noti.
I computer moderni usano una grande varietà di tecniche. Un metodo comune, specialmente sui processori di fascia alta dotati di unità floating point (a virgola mobile), è quello di combinare un'approssimazione polinomiale (come le serie di Taylor o una funzione razionale) con una tabella precalcolata — in altri termini, questi algoritmi cercano prima nella tabella l'angolo più vicino disponibile, quindi utilizzano il polinomio per calcolare la correzione. Su dispositivi semplici che sono privi di moltiplicatore hardware, vi è un algoritmo chiamato CORDIC (insieme ad altre tecniche correlate) che risulta più efficiente, dal momento che utilizza solo operazioni di shift e addizioni. Tutte queste tecniche sono solitamente implementate a livello hardware per motivi di prestazioni.
Infine, per alcuni angoli semplici, i valori delle funzioni trigonometriche possono essere calcolati esplicitamente a mano usando il teorema di Pitagora, come nei seguenti esempi. In effetti, il seno, il coseno e la tangente dei multipli di π/60 radianti (3 gradi) si possono determinare esattamente a mano.
Si consideri un triangolo rettangolo con i due angoli acuti uguali, e quindi pari a {\displaystyle \pi /4} radianti (45 gradi). Allora la lunghezza del lato {\displaystyle b} e del lato {\displaystyle a} sono uguali; possiamo scegliere {\displaystyle a=b=1.} I valori del seno, del coseno e della tangente di un angolo di 45 gradi si possono quindi determinare con il teorema di Pitagora:
{\displaystyle c={\sqrt {a^{2}+b^{2}}}={\sqrt {2}}.}
Quindi:
{\displaystyle \sin \left(\pi /4\right)=\sin \left(45^{\circ }\right)=\cos \left(\pi /4\right)=\cos \left(45^{\circ }\right)={1 \over {\sqrt {2}}},}
{\displaystyle \tan \left(\pi /4\right)=\tan \left(45^{\circ }\right)={{\sqrt {2}} \over {\sqrt {2}}}=1.}
Per determinare le funzioni trigonometriche degli angoli di {\displaystyle \pi /3} radianti (60 gradi) e {\displaystyle \pi /6} radianti (30 gradi), iniziamo con un triangolo equilatero di lato 1. Tutti i suoi angoli sono pari a {\displaystyle \pi /3} radianti. Dividendo il triangolo in due parti tramite un'altezza, otteniamo un triangolo rettangolo con angoli di {\displaystyle \pi /6} e {\displaystyle \pi /3} radianti, ossia 30 e 60 gradi. Per questo triangolo, i due cateti valgono {\displaystyle 1/2} e {\displaystyle {\sqrt {3}}/2} e l'ipotenusa 1. Ciò implica:
{\displaystyle \sin \left(\pi /6\right)=\sin \left(30^{\circ }\right)=\cos \left(\pi /3\right)=\cos \left(60^{\circ }\right)={1 \over 2},}
{\displaystyle \cos \left(\pi /6\right)=\cos \left(30^{\circ }\right)=\sin \left(\pi /3\right)=\sin \left(60^{\circ }\right)={{\sqrt {3}} \over 2},}
{\displaystyle \tan \left(\pi /6\right)=\tan \left(30^{\circ }\right)=\cot \left(\pi /3\right)=\cot \left(60^{\circ }\right)={1 \over {\sqrt {3}}}.}
Nel triangolo possono essere calcolate esattamente le funzioni trigonometriche degli angoli, mediante i lati, a titolo esemplificativo si usa soltanto l'angolo {\displaystyle \alpha } relativo al vertici {\displaystyle A} e opposto al lato {\displaystyle a}
{\displaystyle \cos {\alpha }={\frac {b^{2}+c^{2}-a^{2}}{2bc}},}
{\displaystyle \sin {\alpha }={\frac {2\Delta }{bc}},}
{\displaystyle \tan {\alpha }={\frac {4\Delta }{b^{2}+c^{2}-a^{2}}}.}
dove {\displaystyle \Delta } indica l'area del triangolo.

## Funzioni inverse
Poiché le funzioni trigonometriche sono periodiche, è necessario restringere il loro dominio per non avere ambiguità nella definizione dell'inverso. Di seguito presentiamo le definizioni usuali per le funzioni inverse:
{\displaystyle {\begin{matrix}{\text{per}}&-{\frac {\pi }{2}}\leq y\leq {\frac {\pi }{2}},&y=\arcsin x&{\text{se e solo se}}&x=\sin y\\\\{\text{per}}&0\leq y\leq \pi ,&y=\arccos x&{\text{se e solo se}}&x=\cos y\\\\{\mbox{per}}&-{\frac {\pi }{2}}<y<{\frac {\pi }{2}},&y=\arctan x&{\text{se e solo se}}&x=\tan y\\\\{\mbox{per}}&-{\frac {\pi }{2}}\leq y\leq {\frac {\pi }{2}},y\neq 0,&y=\operatorname {arccsc} x&{\text{se e solo se}}&x=\csc y\\\\{\mbox{per}}&0\leq y\leq \pi ,y\neq {\frac {\pi }{2}},&y=\operatorname {arcsec} x&{\text{se e solo se}}&x=\sec y\\\\{\mbox{per}}&-{\frac {\pi }{2}}<y<{\frac {\pi }{2}},y\neq 0,&y=\operatorname {arccot} x&{\text{se e solo se}}&x=\cot y\end{matrix}}}
Per le funzioni trigonometriche inverse, viene spesso usata anche la notazione {\displaystyle \sin ^{-1},} {\displaystyle \cos ^{-1},} ecc. in luogo di {\displaystyle \arcsin ,} {\displaystyle \arccos ,} ecc. Con questa notazione, però, si corre il rischio di confondere le funzioni inverse con l'inverso moltiplicativo delle funzioni.
Analogamente al seno e al coseno, anche le funzioni trigonometriche inverse si possono definire tramite serie infinite. Ad esempio:
{\displaystyle \arcsin z=z+\left({\frac {1}{2}}\right){\frac {z^{3}}{3}}+\left({\frac {1\cdot 3}{2\cdot 4}}\right){\frac {z^{5}}{5}}+\left({\frac {1\cdot 3\cdot 5}{2\cdot 4\cdot 6}}\right){\frac {z^{7}}{7}}+\cdots .}
Queste funzioni si possono definire anche dimostrando che sono gli integrali indefiniti di altre funzioni. L'arcoseno, per esempio, si può scrivere tramite il seguente integrale:
{\displaystyle \arcsin \left(x\right)=\int _{0}^{x}{\frac {1}{\sqrt {1-z^{2}}}}\,\mathrm {d} z,\quad |x|<1.}
Formule analoghe per le altre funzioni si possono trovare nella voce sulle funzioni trigonometriche inverse. Usando il logaritmo complesso, è possibile generalizzare tutte queste funzioni ad argomenti complessi:
{\displaystyle \arcsin(z)=-i\log \left(iz+{\sqrt {1-z^{2}}}\right);}
{\displaystyle \arccos(z)=-i\log \left(z+{\sqrt {z^{2}-1}}\right);}
{\displaystyle \arctan(z)={\frac {i}{2}}\log \left({\frac {1-iz}{1+iz}}\right).}

## Proprietà e applicazioni
Le funzioni trigonometriche, come dice il nome, sono di importanza cruciale nella trigonometria, principalmente per i due seguenti risultati.

### Teorema dei seni
Il teorema dei seni afferma che per ogni triangolo vale:
{\displaystyle {\frac {\sin A}{a}}={\frac {\sin B}{b}}={\frac {\sin C}{c}},}
scritto spesso come:
{\displaystyle {\frac {a}{\sin A}}={\frac {b}{\sin B}}={\frac {c}{\sin C}}=2R.}

Una curva di Lissajous, una curva basata sulle funzioni trigonometriche.

Questo teorema si può dimostrare dividendo il triangolo in due triangoli rettangoli (tracciando l'altezza) e usando la definizione di seno. Il numero comune {\displaystyle a/(\sin A)} è uguale al diametro della circonferenza circoscritta al triangolo, ossia quella passante per i tre punti {\displaystyle A,} {\displaystyle B} e {\displaystyle C.} Il teorema dei seni è utile per calcolare la lunghezza di lati ignoti di un triangolo se sono noti due angoli e un lato. Questa situazione è comune nella triangolazione, una tecnica per determinare le distanze misurando due angoli e la distanza fra i due punti in cui è effettuata la misurazione.

### Teorema dei coseni o di Carnot
Il teorema del coseno o teorema di Carnot è una generalizzazione a qualunque triangolo del teorema di Pitagora:
{\displaystyle c^{2}=a^{2}+b^{2}-2ab\cos C,}
ossia:
{\displaystyle \cos C={\frac {a^{2}+b^{2}-c^{2}}{2ab}}.}
Anche questo teorema si può dimostrare dividendo il triangolo in due triangoli rettangoli. Il teorema di Carnot è utile per la risoluzione di un triangolo di cui siano noti due lati e l'angolo compreso fra di essi.
Se l'angolo noto non è quello compreso fra i due lati, il triangolo potrebbe non essere unico. È necessario prestare la dovuta attenzione a questo caso ambiguo del teorema.

### Altre proprietà utili
Esiste anche un teorema delle tangenti o teorema di Nepero:
{\displaystyle {\frac {a+b}{a-b}}={\frac {\tan[{\frac {1}{2}}(A+B)]}{\tan[{\frac {1}{2}}(A-B)]}}.}

### Funzioni periodiche

Rappresentazione animata della sintesi additiva di un'onda quadra con un numero crescente di armoniche (da 1 a 24)

La funzione seno (e di conseguenza la funzione coseno, che altro non è se non la funzione seno sfasata di π/2) è essenziale per la descrizione del moto armonico semplice, un concetto molto importante in fisica. In questo contesto, il seno e il coseno sono usati per descrivere la proiezione in una dimensione del moto circolare uniforme, il moto di una massa soggetta ad una forza elastica o piccole oscillazioni di un pendolo. Esse sono funzioni periodiche il cui grafico è il tipico schema di un'onda, e sono utili per la modellizzazione di fenomeni periodici come le onde acustiche o elettromagnetiche. Qualsiasi segnale si può rappresentare come una somma (tipicamente infinita) di funzioni seno e coseno di frequenza differente; questa è l'idea di base dell'analisi di Fourier, in cui le serie trigonometriche sono utilizzate per risolvere molti problemi con condizioni al contorno nelle equazioni differenziali alle derivate parziali. Per esempio, l'onda quadra si può scrivere attraverso la serie di Fourier:
{\displaystyle x_{\text{quadra}}(t)={\frac {4}{\pi }}\sum _{k=1}^{\infty }{\sin {\left((2k-1)t\right)} \over (2k-1)}.}